# Xibarghan
Xibarghan (altres variacions Shaburghān, Shebirghan o Shibarghan, Sheberghān, Shaburghān i Sheberghan, persa: شبرغان; a l'autobiografia de Timur apareix com a Shemerghan, Shumerghan o Shamergan i s'esmenta la comarca com Shamerghanat) és una ciutat de l'Afganistan capital de la província de Jowzjan, al nord del país a la riba del Sari Rud a uns 130 km a l'oest de Mazar-i Sharif. L'aeroport està entre Xibarghan i Aqchah. Equips soviètics van trobar entre 1977 i 1979 nombroses i importants restes arqueològiques incloent diverses tombes reals a Tila, un poble proper. És la principal ciutat de població uzbeka del país.

## Història
El descobriment de tombes de l'edat del ferro a Tila Tepe (a 5 km) al nord, ha posat en relleu que la població era un centre comercial i cultural en aquell temps. També s'hi han trobar ceràmiques Kushan-sassànides. És esmentada com a Shaburkan (o Savurkan) i era la capital del Djuzdjan. Al segle x formava la regió del Djuzdjan amb Yahudiyya o Yahudhan (moderna Maimana), Andkhud (moderna Andkhuy), Anbar (moderna Sar-i Pol) i algunes més, i hi passava la ruta principal entre Herat i Balkh. Al llarg dels anys apareixen algunes mencions que la fan un lloc fèrtil i pròsper, però va entrar en decadència amb els gaznèvides, cap a la meitat del segle xii segurament a causa de la pujada de poder dels gúrides. Les poblacions de Faryab (moderna Daulatabad), Talukan i Yahudiyya van eclipsar els establiments situats més a l'est. La conquesta mongola del 1221 va destruir moltes ciutats però Xibarghan se'n va lliurar i aquesta circumstància li va permetre progressar novament, aprofitant la desgràcia de ciutats com Talukan i Faryab que havien estat destruïdes. Marco Polo l'esmenta el 1275 i diu que era un centre comercial pròsper i etapa destacada de les caravanes; s'exportaven melons a l'Índia i a la Xina, i eren considerats dels millors; destacava també pels seus ocells salvatges i per la caça abundant.
El 1351 es va produir un conflicte entre els kart d?Herat i els turcomongols de la regió; la causa sembla haver estat la disputa per la possessió del Tukharistan i especialment el territori al nord del Guzgan a l'oest de Balkh, on les dues principals viles eren Ankhud i Sheburgan o Shibarghan (transliteració catalana Xeburgan o Xibarghan), zona on s'havien establert les tribus mongoles (turco-mongoles) contra les quals els kart havien llançat atacs o incursions; la zona estava ara dominada per dues tribus turco-mongoles, el Arpat i els Apardi, tribus que devien requerir l'aliança i l'ajut dels karaunes, que a mes de ser els seus veïns, tenien al seu cap com a gran emir de l'ulus de Transoxiana. El 1351 Muhammad Khwaja Apardi (Muhammad Khwaja Azdi), d'origen mongol naiman, que dominava Shaburgan, va participar en l'expedició del karauna Qazaghan de Transoxiana contra Herat. El 1359 en el repartiment de territoris entre els amirs txagatais, la regió va restar en mans dels Apardi. A la mort de Muhammad Khwaja Apardi el 1360 el territori va passar a Zinda Hasham Apardi. Va donar suport a Amir Husayn però el 1370, poc abans de la conquesta de Balkh per Tamerlà, va canviar de bàndol. Aviat es va revoltar dues vegades contra Tamerlà, sent perdonat i passant al servei de Tamerlà. Se li va retornar Sheburgan i devia morir poc després ja que no se l'esmenta després de 1371. El nou governador de Sheburghan i beg dels Apardi fou Myan Timur (Buyan Timur) fill d'Ak Bugha Naiman, un seguidor personal de Tamerlà.
L'abril de 1405 va arribar a la zona el general Sulayman Xah, que havia abandonat el seu govern de Firuzkuh. A l'estiu hi va arribar Sultan Husayn Mirza que va atreure al general al seu partit i els dos homes van signar una aliança formal i juramentada. Pir Muhammad ibn Jahangir va demanar a Sulayman Xah d'abandonar aquesta aliança però el general no en va fer cas i Pir Muhammad va marxar tota la nit i els va sorprendre i derrotar obligant-los a fugir a Herat. A Andkhud i Xibarghan va enviar al príncep Ulugh Beg i l'amir Xah Malik que van organitzar el districte i van capturar a dos agitadors, Isa i Khidr Khoja; el primer fou portat a Xah Rukh a Herat i el segon a Pir Muhammad ibn Jahangir a Balkh. El 1408 s'hi va establir Iskandar, que havia fugit dels seus dominis expulsat pel seu germà Pir Muhammad. Havia reunit una tropa nombrosa i Qaydu de Balkh es va mostrar inquiet per aquesta presència i va reunir un contingent que va marxar contra Iskandar. Aquest no tenia prou forces per resistir i a mes els seus homes van fugir a la vista dels enemics. Va travessar el Jihun i va marxar cap a Uzkend però en el camí fins i tot el patge de la seva màxima confiança el va abandonar i va tornar enrere, anant errant fins que va arribar a Andkhud, on governava Said Ahmed Tarkhan que el va acollir i li va retre tots els honors propis d'un príncep Gurigan. Va informar a Xah Rukh que va ordenar no posar cap obstacle al seu camí. El 1408 el territoriri fou concedit com a soyurgal a Sayyid o Sidi Ahmad ibn Umar Xaikh, com a dependéncia de Balkh que estava en mans de Qaydu.
Després del domini timúrida, al segle xvi va estar en mans dels uzbeks xibànides. Sota el kan de Balkh Nadir Muhammad Khan (+1651), Xibarghan (i també Andkhuy) eren considerats feus menors. El seu sisè fill Abd al-Rahman fou kan de Xibarghan. Quan els mogols van ocupar Balkh (1647) cridats pel mateix Nadir contra el seu fill, el kan va interceptar una carta d'algun membre de l'exèrcit mogol on revelava que el motiu real de l'expedició no era ajudar a Nadir contra el seu fill, sinó apoderar-se de Balkh. Llavors va reunir el seu tresor i va escapar de nit cap a Shaburgan i Andkhud; fou perseguit però reforçat pel seu net Kasim Sultan Khan de Maimana amb uns centenars d'homes, va derrotar els perseguidors.
El kan de Xibarghan va quedar sotmès a Nadir Shah (vers 1738). Els amirs Ming van agafar el poder al kanat i a Maymana i van tenir un llarg conflicte amb els amirs de Kataghan pel control de Balkh. El 1751 quan les forces de Nadir Shah (mort el 1747) ja havien evacuat Balkh, Hajji Bi Ming, amir de Maimana va aconseguir el suport d'Ahmad Shah Durrani i va sotmetre als seus rival de Kataghan. Aquesta aliança fou impopular i el kan o hakim de Xibarghan, Izbasar o Izbasir, es va revoltar i es va sotmetre al kan de Bukharà. Isbazir es considera el fundador de la dinastia. Segurament el poder de Bukharà no es va mantenir sota el seu successor Dawlat Khan. El 1812 va visitar el territori Izzetullah i anomena al kan com Iraj Khan (que va governar vers 1800 a 1820).
Quan Ferrier va estar a la zona vers 1845 governava Rustem o Rustam Khan que estava casat amb a una filla de Mihrab Khan de Maimana; fort d'aquesta aliança el 1845 va expulsar al governant d'Andkhuy, Jazanfar Khan Afxar (vassall de Bukharà); l'emir de Bukharà el va convèncer per restaurar a Jazanfar al cap de poc; aquest va retornar però va deixar els afers en mans del seu gendre Mahmud Khan de Sar-i Pol (1840-1851); quan el 1847 Rustam va imposar altre cop al seu agent Safi Khan Afxar (nebot de Jazanfar) a Andkhuy, Mahmud es va aliar amb els governadors de Mazar (Mazar-i Sharif), Balkh i Akhsi i va marxar contra Andkhuy i Xibarghan. Safi Khan es va rendir mentre que Rustam Khan era atacat a Xibarghan i els habitants es van voler rendir perquè les seves collites havien estat destruïdes i havia començat a notar-se l'escassetat.
Jazanfar va recuperar el poder Andkhuy i es va declarar vassall del Mir Wali de Khulm, i de l'emir de Bukharà. Xibargan es va haver de rendir a Mahmud Khan que va nomenar com a governador al seu germà Husayn mentre Rustam i Sufi foren enviats presoners a Bukharà. L'emir no obstant va ajudar a Rustam a recuperar el poder a Xibarghan (1849). Poc després l'emir Yar Muhammad d'Herat va arribar a la zona amb 20.000 homes i es va apoderar de Maimana, Ankhuy, Akhsi i Xibarghan, que van restar subjectes a aquest sobirà fins a la seva mort. Llavors va recuperar la independència però al cap de pocs anys el kanat fou conquerit (1855) per l'emir afganès Dost Muhammad que va establir un governador, però va retornar a sobirania de Bukharà el 1859 per un acord i fou nomenat hakim el príncep Hakim Khan. El 1865 Shubarghan fou destruïda per un terratrèmol que va matar a tres mil persones. El 1873 l'acord anglo-rus va deixar la regió dins l'esfera d'influència de l'Afganistan junt amb els altres tres kanats de Sar-i Pol, Maymana i Andkhuy. El 1875 el territori va ser incorporat definitivament a l'Afganistan i Hakim Khan fou deposat. La ciutat va decaure considerablement o el 1934 és descrita com una vila en ruïnes, gairebé deshabitada; es va recuperar molt lentament, però en els anys seixanta va començar a prosperar altre cop quan foren descobertes reserves de gas a la comarca.
En la guerra civil fou el feu del general comunista Abdul Raixid Dostum, que el 1992 va canviar de bàndol i amb la seva milícia uzbeka ha controlat el nord del país en diverses formes des de 1992 a l'actualitat (2010) tot i un breu exili d'un any a Turquia. Dostum va néixer a aquesta població.

## Llista de Hakims
- 1747 - 1757 Izbasar
- 1757 - 1800 Daulat Khan
- 1800 - 1820 Erich Khan (Iraj Khan)
- 1820 - 1829 Manwar Khan
- 1829 - 1851 Rustam Khan (des de 1847 al 1849 el territori va tenir com a governador a Husayn Khan)
- 1851 - 1855 Hakim Khan (Nizam al-Dawla)
- 1855 - 1859 Sardar Wali Muhammad Khan Barakzai (governador afganès)
- 1859 - 1875 Hakim Khan